# La Vallée de Jacmel (kommun)
La Vallée de Jacmel är en kommun i Haiti.   Den ligger i departementet Sud-Est, i den södra delen av landet, 50 km sydväst om huvudstaden Port-au-Prince.